# Лаксананам
Лаксананам (тайск. ลักษณนาม, лаос. ລັກສະນະນາມ, от санскр. lakṣaṇa — признак) — счётные слова, классификаторы в тайском языке, лексико-грамматический разряд слов, служащих для оформления конструкций, содержащих исчисляемые существительные. В тайском языке счётное слово следует после определяемого слова и числительного.
Пример: пхра сам руп — три монаха, пхра — монах, сам — три, руп — лаксананам.

## Список лаксананам
- Руп (รูป) — монахи и саманеры.
- Крабок (กระบอก) — полые цилиндрические предметы, винтовки, пушки.
- Кхон (คน) — люди (миряне).
- Чабап (ฉบับ) — газеты, письма, документы.
- Туа (ตัว) — животные, одежда, столы, стулья.
- Лем (เล่ม) — книги, тетрадки, ножи.
- Он (องค์) — статуи Будды.
- Ан (อัน) — универсальное счетное слово для мелких предметов.